# Stenosmylus tenuis
Stenosmylus tenuis is een insect uit de familie watergaasvliegen (Osmylidae), die tot de orde netvleugeligen (Neuroptera) behoort. 
Stenosmylus tenuis is voor het eerst wetenschappelijk beschreven door Walker in 1853. De soort komt voor in het zuidoosten van Australië.